# Indocrunoecia heterolepidia
Indocrunoecia heterolepidia är en nattsländeart som beskrevs av Martynov 1936. Indocrunoecia heterolepidia ingår i släktet Indocrunoecia och familjen kantrörsnattsländor. Inga underarter finns listade i Catalogue of Life.